# Amt Lubmin
Amt Lubmin – niemiecki związek gmin leżący w kraju związkowym Meklemburgia-Pomorze Przednie, w powiecie Vorpommern-Greifswald. Siedziba związku znajduje się w miejscowości Lubmin.
W skład związku wchodzi dziesięć gmin wiejskich (Gemeinde):
1. Brünzow
2. Hanshagen
3. Katzow
4. Kemnitz
5. Kröslin
6. Loissin
7. Lubmin
8. Neu Boltenhagen
9. Rubenow
10. Wusterhusen